# 福島兼光
福島兼光（ふくしまかねみつ）は、南北朝時代に作られたとされる日本刀（太刀）。日本の重要文化財に指定されており、東京都台東区にある東京国立博物館が所蔵する。

## 概要

### 刀工・長船兼光について
南北朝時代に備前で活躍した長船派（おさふねは）の刀工・兼光により作られた太刀である。長光は長船派の祖として知られる光忠から数えて4代目にあたる惣領とされている。初期の作風は父・景光に似た匂本位の肩落互の目や丁子刃（ちょうじば）であったが、南北朝時代に入ると、当時一世を風靡していた相州正宗の相州伝の作風を取り入れて地刃ともに沸（にえ、地鉄の中にある肉眼で把握できるほどの粒子）の強い覇気ある作風へと変化する。後年には相州伝の作風が入った「相伝備前」（そうでんびぜん）という作風で知られるようになる。

### 名前の由来
福島兼光という名前の由来は、安土桃山時代の武将である福島正則が広島にある本覚寺で本作を奪い取ったためである。福島正則は年少のころより豊臣秀吉に仕えており、賤ケ岳の戦いでは加藤清正らとともに勇敢に戦い「賤ケ岳の七本槍」と称された。その後も順調に戦果を挙げ、小田原征伐では韮山城を陥落させた際には、秀吉から名槍として知られる日本号を拝領するほどの成果を挙げた。その後、関ヶ原の戦いでは早くも徳川家康率いる東軍に付き、東軍の先鋒格として大いに奮戦した。戦後の論功行賞では、戦功第一として安芸・備後49万8223石を与えられた。本作は広島城主となった正則が、城主時代に城下にあった本作を召しだしたものである。

### 福島家没落後
しかし、正則は江戸幕府開闢後も大坂城の豊臣秀頼の許を訪れるなど、豊臣家との距離の近さから家康に警戒されていた。その後、家康死去後の1619年（元和5年）には、広島城を幕府の許可なく修築したことを咎められて、正則は安芸・備後2国を没収され信濃国高井郡高井野で不遇のうちに息を引き取った。その後は加賀藩主である前田家に伝来し、徳川8代将軍吉宗が本阿弥家に命じて編纂させた名刀の目録である『享保名物帳』追加の部にも本作が記載されている。その後も前田家に伝来し、太平洋戦争終戦時まで伝来していた。なお、1933年（昭和8年）7月に重要美術品に認定されている。
その後、愛刀家であり“特殊鋼開発の父”として知られる渡邊三郎の手に渡り、1962年（昭和37年）2月14日には重要文化財に指定されている。その後、渡辺の息子・誠一郎の手に渡り、誠一郎より他の刀剣と共に東京国立博物館へ寄贈された。

## 作風

### 刀身
造込（つくりこみ）は鎬造（しのぎつくり、平地<ひらじ>と鎬地<しのぎじ>を区切る稜線が刀身にあるもの）であり、棟は庵棟（いおりむね、刀を背面から断面で見た際に屋根の形に見える棟）となっているである。刃長（はちょう、刃部分の長さ）は76.7センチメートル、反り（切先から鎺元まで直線を引いて直線から棟が一番離れている長さ）は2.4センチメートルある。

### 用語解説
- 作風節のカッコ内解説および用語解説については、個別の出典が無い限り、刀剣春秋編集部『日本刀を嗜む』に準拠する。

1. ↑  「造込」は、刃の付け方や刀身の断面形状の違いなど形状の区分けのことを指す[9]。